# IC 5291
IC 5291 ist eine kompakte Galaxie vom Hubble-Typ C im Sternbild Pegasus am Nordsternhimmel. Sie ist schätzungsweise 554 Millionen Lichtjahre von der Milchstraße entfernt und hat einen Durchmesser von etwa 50.000 Lichtjahren.
Im selben Himmelsareal befinden sich weiterhin u. a. die Galaxien NGC 7528, NGC 7529, NGC 7569, NGC 7579.
Das Objekt wurde am 10. November 1903 von Stéphane Javelle entdeckt.